# Inmaculada Concepción (Museo Catedralicio de Orense)
La Inmaculada Concepción es una obra realizada por Mateo de Prado en 1658. Está ubicada en el Museo Catedralicio de Orense (Galicia, España).

## Historia

### Imagen
Según consta en los acuerdos del 8 de febrero de 1656, del 3 de junio de 1658 y del 27 de enero de 1659,: 128  Mateo de Prado recibió en 1658 el encargo por voluntad testamentaria del deán Antonio Sotelo y Novoa de un retablo y dos esculturas, una imagen de la Inmaculada Concepción y una talla de San Antonio Abad, para una de las capillas del deambulatorio de la Catedral de Orense. Tal y como figura en el testamento:

[...] mando que después de cumplidas las mandas y legatos de este mi testamento, todos los dichos mis bienes de Suso de Lavados y los demás así muebles como raíces, derechos y acciones que al presente tengo y quedaren al tiempo de mi fallecimiento, con más la dicha viña da Cuña y casa de la rua das Chousas, que dejo por los días de su vida a la dicha María Alvarez, mi criada, todos ellos se gasten y distribuyan por mi alma y la de los señores Alonso de Novoa de Espinosa y Doña Ana Correa, mis padres [...] en la forma y manera siguente:

Primeramente quiero, mando y es mi voluntad que se edifique una capilla que sea una de las que se van haciendo en la obra del trascoro de dicha Iglesia [...] la cual se haga en honor y reverencia de la Virgen María y su Santísima y Purísima Concepción sin mácula de pecado original para que se sirva y tenga por bien de rogar y suplicar a Nuestro Señor Dios Jesucristo su bendito Hijo que por los méritos y sufragios de su Santísima Pasión me perdone todas mis culpas y pecados y lleve mi alma a su santa gloria [...] mando que llegados los dichos mis bienes que así dejo la dicha mi Capilla [...] se haga el retablo y rejas para la dicha Capilla con la insignia de Nuestra Señora de la Concepción y del Señor San Antonio [...] Ytem dejo por mis cumplidores y albaceas a los Sres. Deán y Cabildo y al dicho Regidor Juan de Losada y Novoa, mi sobrino [...].: 59 : 124 

En el contrato, firmado por Mateo de Prado y el cabildo el 11 de junio de 1658, constan, además del encargo del retablo y las imágenes, el lugar que debían ocupar las tallas, las características que tenía que poseer la Inmaculada, y la libertad de la que gozaba el escultor en general para la hechura de la obra, hallándose el documento firmado por los testigos Isidro de Montanos e Isidro de Montanos el Mozo, ambos vecinos de Orense:: 124 

[...] En la ciudad de Orense a once días del mes de junio de mil y seiscientos y cincuenta y ocho años [...] el Cabildo juntos [...] y dijeron que ellos tienen obligación como administradores que son de la fábrica de dicha Iglesia de hacer un retablo de la Capilla que compró el Señor Don Antonio Sotelo, difunto Deán que fue de la dicha Iglesia Catedral [...] y los señores Deán y Cabildo como tales administradores dieron aviso a Mateo de Prado, vecino de la ciudad de Santiago, escultor, para que viniese a hacer postura al dicho retablo [...] se ajustaron con el dicho Mateo de Prado que por su cuenta había de mandar hacer dicho retablo conforme a la dicha traza [...] de suerte que ocupe toda la dicha Capilla conforme están en dicho trascoro las Capillas del dicho Deán y el regidor Don Francisco de Argiz [...] y el marco de dicha traza ha de ser guarnecido a satisfacción del dicho Mateo de Prado, que por ser tan gran Maestro no se le pone límite,  porque se entiende ha de hacerlo todo con grandísima perfección [...] y asimismo en los dos huecos o cajas de abajo a arriba de dicho retablo ha de hacer dicho Mateo de Prado, en la de abajo la imagen de Nuestra Señora de la Concepción sobre un dragón y un trono sobre el dicho dragón de serafines, con su resplandor, y en la de arriba un San Antonio a disposición de dicho Mateo de Prado, el cual que estaba presente aceptó dicha escritura [...].: 53 

La frase «por ser tan gran Maestro no se le pone límite, porque se entiende ha de hacerlo todo con grandísima perfección», denota una gran admiración y respeto por la labor de Prado ya que una expresión semejante resulta llamativa teniendo en cuenta que en un contrato de estas características lo habitual era explicar con minuciosidad cómo debía ser la obra además de ponérsele precio y cuantificar la multa que se impondría al escultor en caso de incumplimiento de lo acordado. Para dejar por escrito una afirmación como esta el cabildo debía conocer necesariamente algunos trabajos de Prado, como los retablos de la Conversión de San Pablo (1656) y de la Asunción (1657-1658), ambos en el deambulatorio de la catedral, así como su obra en el Monasterio de Santa María la Real de Osera, existiendo la remota posibilidad de que conociese también su producción en Santiago de Compostela y alrededores.: 59  Junto con las anteriores piezas, el artista ejecutó también para el deambulatorio de la catedral una talla de San Antonio de Padua tal y como hizo constar el escritor Benito Fernández Alonso:

[...] el escultor Mateo de Prado, otorgó escritura en Orense ante Roque Araujo para hacer el retablo e imagen de la Concepción en la Capilla de la girola. También hizo el retablo e imágenes de la Capilla de la Asunción de la Virgen y una imagen de San Antonio en el deambulatorio [...].: 108 

En la segunda mitad del siglo xviii tanto el retablo como la imagen de la Inmaculada se encontraban en estado ruinoso a consecuencia de la humedad, por lo que en 1778 el deán Antonio Francisco Salgado y Vergara dispuso su retirada y sustitución por un nuevo retablo y una nueva talla de la Virgen,: 49  pasando la antigua imagen de la Inmaculada, lo único que se conserva del conjunto original, al Museo Catedralicio. Por su parte, la talla de San Antonio, existente a comienzos del siglo xx y hoy perdida, sería reemplazada por una imagen de San Francisco de Paula.: 128  En cuanto a los problemas de humedad, estos no afectaron únicamente a esta capilla sino a todas las del deambulatorio por el hecho de hallarse esta parte de la catedral a un nivel inferior con respecto al pavimento exterior. De acuerdo con una queja del cabildo con fecha del 7 de septiembre de 1709:

Acordose que respecto el señor obispo acaba la visita de la catedral y hay las capillas del trascoro que están muy mal reparadas y otros a que pretenden derecho algunos seglares, que el señor Amoeiro instruía a su Ilustrísima de ello y otras fundaciones para que se dé cumplimiento a su reparo y se asiente la obligación para quien está su adorno y se acompañe del señor Salamanca.

Pese a que el retablo ya no se conserva, la escritura contractual aporta datos suficientes como para efectuar una reconstrucción del mismo. La estructura habría corrido por cuenta de Bernardo Cabrera, colaborador habitual de Prado, mientras que el hecho de que la pieza tuviese que cubrir la totalidad del muro frontal de la capilla implica que la misma debía de poseer una espléndida factura, circunstancia evidenciada por su elevado precio, el cual fue de 500 ducados. Debido a que en el contrato se mencionan «dos huecos o cajas de abajo a arriba», se puede dilucidar que el retablo se hallaría compuesto por un total de dos cuerpos centrados por hornacinas y decorados con columnas salomónicas, esto último teniendo en cuenta el estilo personal de Cabrera,: 124  quien en 1625 introdujo en España este tipo de pilares con el retablo destinado a la Capilla de las Reliquias de la Catedral de Santiago de Compostela, pieza destruida en un incendio acaecido el 2 de mayo de 1921 y de la que apenas quedan fragmentos de las columnas, los cuales se conservan en el Museo Catedralicio.: 653 

### Capilla

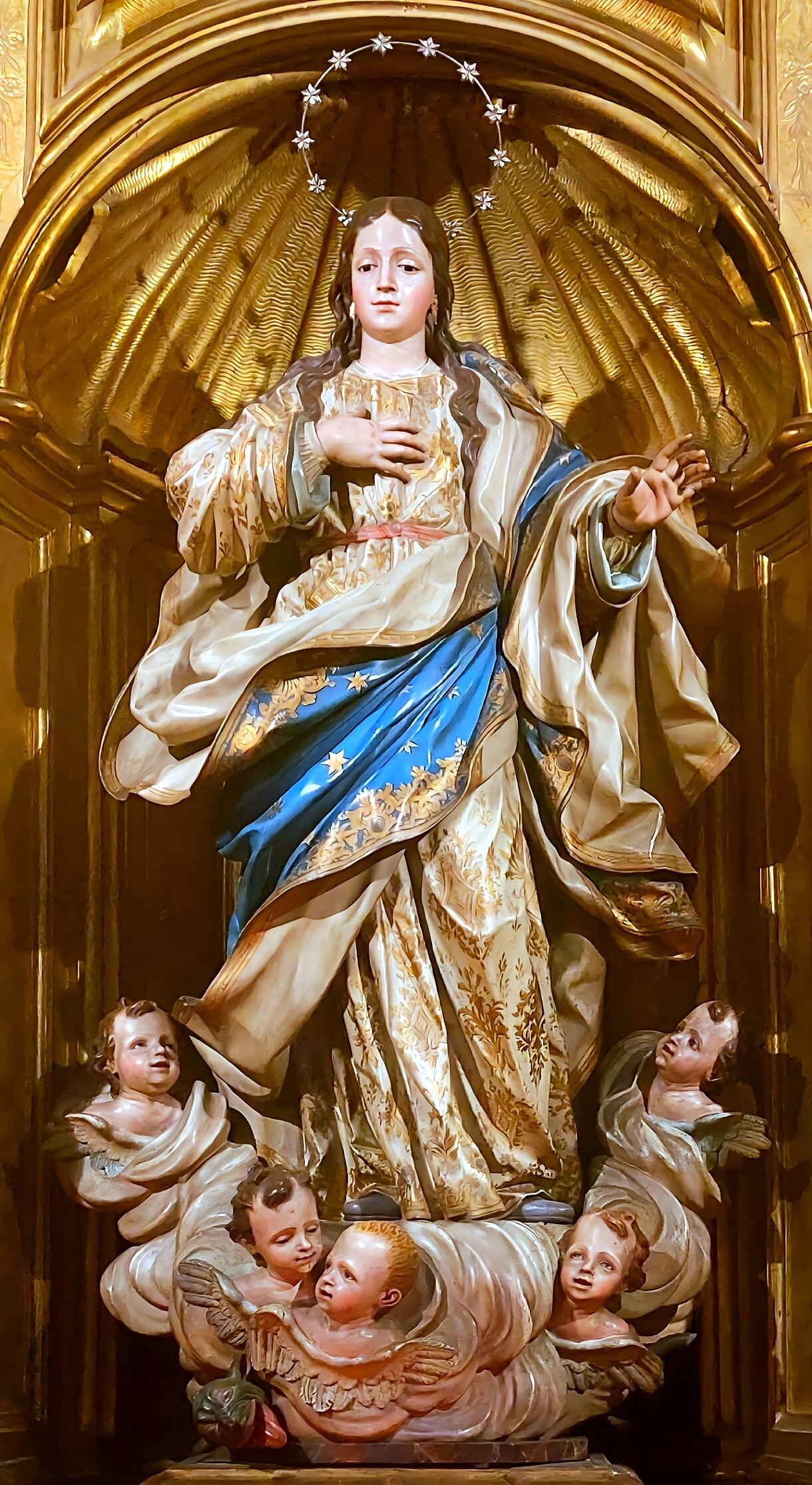
Inmaculada Concepción (anónimo, 1778). Catedral de Orense.

La construcción del deambulatorio de la seo, en cuya zona central se encuentra la capilla, supuso la modificación del triple ábside original del testero, obra imprescindible para la yuxtaposición de esta área del templo. El principal cometido de dicha labor fue la instalación de una serie de capillas así como de ventanales en la sección superior para dotar de iluminación a la girola, todo ello acorde a la traza de Simón de Monesterio, cuya muerte afectó seriamente a la conclusión de la reforma, la cual, además de variar por completo la primitiva planta de la catedral y de provocar la total e irreparable destrucción de la antigua cabecera (pérdida lamentada por Manuel Sánchez Arteaga), no buscó armonizar la arquitectura grecorromana con la románica original de los siglos xii y xiii.: 101  Inicialmente estaba proyectada la construcción en esta parte de un pequeño recinto circunvalado, destinado a atrio o claustro, que se iba a extender un poco más allá de la cabecera; este espacio recibía el nombre del santo patrón de la seo, San Martín, y en él fueron sepultados numerosos prebendados, varios de los cuales contaban con monumentos o sarcófagos, albergando el resto simples lápidas con inscripciones.: 102 
En el cabildo celebrado el 15 de junio de 1615 se acordó la construcción del deambulatorio, disponiéndose cédulas en todas las partes donde hubiese oficiales con el fin de que fuesen convocados para ajustar la obra. El 18 de mayo de 1618, ante el escribano Gregorio López de Cárdenas, se otorgó la escritura de contrato entre el cabildo y Monesterio, fijándose el precio en 7400 ducados. Las obras comenzaron en 1620, año en que fueron demolidas las capillas absidales menores, dedicadas la del norte a los santos Facundo y Primitivo (anteriormente al papa San Eleuterio) y la del sur a Santa Eufemia, la cual fungía como parroquia y fue en consecuencia trasladada a la Capilla de San Juan, si bien las reliquias de la mártir permanecieron en el sarcófago original, situado en el paramento exterior sur de la capilla mayor, frente a la sacristía, mientras que las reliquias de los santos Facundo y Primitivo se dejaron en los lucillos correspondientes: uno en lo alto del muro situado junto a la puerta lateral norte de la capilla mayor y el otro en el paramento exterior sur de la Capilla del Santo Cristo (los restos de los tres mártires serían trasladados el 23 de junio de 1720 a su emplazamiento actual por disposición del obispo Juan Muñoz de la Cueva).: 102  Cinco de las siete capillas de la girola fueron levantadas siguiendo un mismo diseño, motivo por el que arquitectónicamente son idénticas y tan solo se diferencian en la decoración; las otras dos, ubicadas en los extremos, constituyen realmente arcosolios, motivo por el que son diferentes de las cinco capillas restantes además de poseer unas dimensiones mucho menores.
Respecto a la Capilla de la Inmaculada, también llamada Capilla de la Concepción o Capilla del Buen Jesús, esta fue fundada a comienzos del siglo xvii: en 1623 Sotelo y Novoa dispuso en su testamento, firmado ante el escribano Juan de Neboeiro, que sus herederos concertasen con el cabildo la compra de una de las capillas que en ese entonces se estaban construyendo en el deambulatorio de la catedral, detrás de la capilla mayor,: 126–127  ordenando que la misma fuese puesta bajo la advocación de la Purísima Concepción de Nuestra Señora y señalando que en caso de fallecer antes de construirse la capilla (como finalmente ocurrió), su cadáver debía ser sepultado donde se hallaba enterrado Aparicio de Sitien, su antecesor en el cargo de deán, y ser trasladado a la misma una vez finalizada.: 196  Para el cumplimiento de este mandato legó 500 fanegas (entre 37 500 y 62 500 kilos) de centeno que tenía guardadas en Paderne más doscientos moyos (51 600 litros) de vino almacenados en la ciudad y todo el remanente de su herencia,: 127  dejando constancia de que la capilla constituía la beneficiaria universal de sus bienes y que estos debían costear su ornamentación: «[...] instituyo por mi universal heredera la dicha mi capilla [...]».: 124  Sumado a esto, solicitó la celebración de una misa todos los sábados y responso a su final sobre su sepultura además de los oficios correspondientes al lunes de pascuilla:

[...] una misa rezada el sábado de cada semana, la cual misa ha de decir uno de los capellanes sacerdotes que hubiere en el Coro [...] y se le dé de limosna y salario por dicha misa de semana lo que sus mercedes señalaren y concertaren [...] y acabada dicha misa el capellán que la dijere dirá un responso sobre mi sepultura, por mi alma [...] los dichos señores Deán y Cabildo que se hallaren presentes a las horas y oficios divinos que se hacen cada un año la víspera y el día del Santo Cristo, que es el lunes de pascuilla, cuando se descubre y encierra el Santo Cristo, acabadas las dichas horas de víspera y día, digan por mi alma un responso sobre mi sepultura y se les dé por razón de lo susodicho todo lo que procediere del arriendo de la dicha mi casa de la Plaza de los Cueros [...].: 124 

La fábrica de la catedral percibió toda esta herencia a la muerte del deán, nombrándose como depositario de los bienes al arcediano de Varoncelle Pedro Vélez de Valdivieso. Sin embargo, la intromisión del corregidor de Orense en los asuntos y herencia de Sotelo y Novoa dio lugar a un pleito en el cual la Real Audiencia falló a favor del cabildo, lo que permitió la venta en 1633 de sus bienes en pública subasta.: 124  En varias cuentas figura que la herencia fue empleada en la obra del deambulatorio en vez de únicamente en la decoración de la capilla, cuyo patronato recayó por testamento en Juan de Losada y Novoa y sus herederos, quienes a principios del siglo xx eran los señores de la casa de Pol, si bien su poder solo alcanzaba al cumplimiento de las memorias pías y al derecho a ser sepultados en la capilla al igual que el resto de los parientes del fundador, entre los que se encuentran los marqueses de Limia en calidad de descendientes de García de Espinosa.: 127 

## Descripción
La imagen, a tamaño natural y policromada, muestra a la Virgen con la cabeza alzada y la vista dirigida al cielo. El rostro posee rasgos delicados y la melena cae a ambos lados y se posa sobre los hombros. Los brazos están flexionados y las manos juntas en actitud orante, con las extremidades levemente desplazadas al lado izquierdo, lo que en cierta medida rompe la frontalidad en la que podría haber caído la imagen, detalle que deja patente una significativa evolución con respecto a la Inmaculada tallada por el maestro en 1656 para la Capilla de la Conversión de San Pablo. Viste túnica dorada ceñida con cíngulo y decorada con motivos florales, colgando sobre los hombros un manto corto tres cuartos también dorado. Los ropajes se caracterizan por mostrar pliegues angulosos dotados de gran rigidez y una caída casi vertical, lo que dota a la figura de un gran hieratismo, aunque la ampulosidad del manto aporta cierto carácter dinámico a la obra. La imagen, seguidora de unos tipos iconográficos distintos a los de Gregorio Fernández, se apoya en una peana compuesta por una media luna con las puntas hacia arriba, varias cabezas de querubines y un dragón, todo ello muy mutilado, siendo las figuras del dragón y los ángeles apenas apreciables.: 125 